# تاریخ‌نگری
تاریخ‏‌نگری به‌معنای حوالت و عنایت به تاریخ و تفکر تاریخی بر اساس بینش و جهت و تبیین جریانات و وقایع تاریخی است. به بیانی دیگر، معنی و هدف گذشته و آینده نیز تاریخ‌نگری محسوب می‌شود.